# NGC 4992
NGC 4992 في الفهرس العام الجديد، هي مجرة، تقع في كوكبة العذراء. اكتشفت في 4 أبريل 1831 بواسطة جون هيرشل.

## روابط خارجية
- NGC 4992 على موقع ويكي سكاي: DSS2, SDSS, GALEX, IRAS, Hydrogen α, X-Ray, Astrophoto, Sky Map, Articles and images